# Karel Svoboda
Karel Svoboda (Praag, 19 december 1938 – Jevany, 28 januari 2007) was een Tsjechische componist. In de jaren zeventig schreef hij muziek voor diverse televisieseries.

## Werk
Svoboda begon zijn loopbaan als popmuzikant na een driejarige studie medicijnen aan de universiteit. Hij werd in 1963 lid van de rockband "Mefisto" waarin hij piano speelde. Later componeerde hij muziek voor het theater Laterna Magica in Praag en voor veel Tsjechische zangers. In 1969 schreef hij Lady Carneval voor Karel Gott, een Tsjechisch popidool. Svoboda schreef in totaal 80 liedjes voor Gott.
Svoboda componeerde meer dan dertig jaar tv-tunes voor de Duitse zender ZDF. Hij schreef muziek voor televisieprogramma's in de jaren zeventig waar een hele generatie Europeanen mee is opgegroeid. Een paar voorbeelden van deze televisieseries zijn:
- Wickie de Viking
- Maja de Bij
- De wonderlijke avonturen van Nils Holgersson

In totaal schreef hij voor negentig films en televisieseries muziek.
Karel Svoboda werd op 28 januari 2007 dood in de tuin van zijn villa in Jevany aangetroffen en bleek schotwonden te hebben. Men vermoedt dat hij zelfmoord heeft gepleegd.